# 奥田誠治 (アニメーション演出家)
奥田 誠治（おくだ せいじ、1943年4月16日 - ）は、東京都中央区出身の日本のアニメーション演出家、アニメ監督、小説家。武蔵野アニメーション研究所所長。
これまでに描いた絵コンテは1000本以上を記録する。2020年現在（データ原口氏確認）
どのような作品であっても水準とスケジュールは厳守する。

## 略歴
少年時代から絵や文章を書くことは好きで、漠然と「漫画家になれたら」と想像したことはあったという。工業高校卒業後は一般企業に就職するも、仕事がどうも性に合わないと思い、そんな時に映写技師はどうかとの話をもらい、元々映画が好きだったなどのことからこの仕事を始め、1年ほど映写技師を務める。
1963年、求人広告で見たTCJに応募し入社。「鉄人28号」に参加。
1965年、杉井ギサブロー、出崎統主宰アートフレッシュにて「鉄腕アトム」に参加。
1971年、「ルパン三世 1st series」に参加。
1974年～「アルプスの少女ハイジ」、「フランダースの犬」、「母をたずねて三千里」など、名作路線において多数の絵コンテを描く。
1983年、日本初のコンピューターグラフィックラボ、JCGLにてニューヨーク工科大のレクチャーを受ける。
1993年、パリにて４ヶ月半、スーパーバイザーとして絵コンテの指導を行う。
2010年、東京工芸大特別講師、東北芸工大大学院仙台スクール特別講師に就く。
2014年～ 広州にて中国企画に携わる。
2016年、東京コミュニケーションアート（TCA）にて特別講師を務める。

## 参加作品

### アニメーション

#### 監督作品
- オフサイド
- 銀河戦国群雄伝ライ
- 禁断の黙示録 クリスタル・トライアングル
- サイコアーマー・ゴーバリアン
- チスト みどりのおやゆび
- トゥインクルハート 銀河系までとどかない
- ドリームハンター麗夢
- 超時空ロマネスク SAMY MISSING・99
- 超獣機神ダンクーガ
- 横山光輝 三国志

#### 演出・その他

##### ア行
- 愛してるぜベイベ★★
- 赤き血のイレブン
- 赤毛のアン
- 青いブリンク
- アキハバラ電脳組
- あしたのジョー
- あしたへアタック!
- あずきちゃん
- アタッカーYOU!
- アニマル1
- アルプスの少女ハイジ
- アンデルセン物語
- いくぜっ! 源さん
- 異世界召喚は二度目です
- いなかっぺ大将
- うたわれるもの
- 宇宙エース
- 宇宙戦艦ヤマト
- ウルトラマンキッズ 母をたずねて3000万光年
- エースをねらえ!
- エア・ギア
- F-ZERO ファルコン伝説
- おおきく振りかぶって
- 新オバケのQ太郎
- おまかせスクラッパーズ
- おらぁグズラだど
- おれは鉄兵
- おろしたてミュージカル 練馬大根ブラザーズ

##### カ行
- 怪物くん
- 格闘美神 武龍 REBIRTH
- 風の少女エミリー
- 家族ロビンソン漂流記 ふしぎな島のフローネ
- 家庭教師ヒットマンREBORN!
- カバトット
- かみなり坊やピッカリ・ビー
- ガラスの仮面
- 九尾の狐と飛丸
- 巨人の星
- キョロちゃん
- きらりん☆レボリューション
- 銀河英雄伝説
- 銀河漂流バイファム
- くまの子ジャッキー
- 紅三四郎
- 月光仮面
- ゲッターロボ
- 悟空の大冒険
- 子鹿物語
- こちら葛飾区亀有公園前派出所
- 昆虫物語 みなしごハッチ

##### サ行
- サイキックアカデミー煌羅万象
- サイボーグクロちゃん
- 佐々木とピーちゃん
- 時空探偵ゲンシクン
- JOKER マージナル・シティ
- ジョニーサイファー
- シンデレラボーイ
- スーパーロボット大戦OG -ディバイン・ウォーズ-
- スパイラル －推理の絆－
- ゼロテスター
- 千夜一夜物語
- ゾイドワイルド
- 草原の少女ローラ
- ソニックX
- それいけ!アンパンマン

##### タ行
- ∀ガンダム
- 超獣機神ダンクーガ
- 超人ロック
- 超電磁ロボ コン・バトラーV
- 鉄人28号
- 鉄腕アトム
- 天才バカボン
- ドカチン
- ドカベン
- Dr.スランプ アラレちゃん
- ど根性ガエル
- とっとこハム太郎
- ドラえもん
- ドリトル先生物語
- どろろ

##### ナ行
- NARUTO -ナルト-
- NARUTO -ナルト- 疾風伝
- ニンジャボックス
- ネットゴーストPIPOPA

##### ハ行
- 爆丸バトルブローラーズ ニューヴェストロイア
- 爆球Hit! クラッシュビーダマン
- ハクション大魔王
- 妖逆門
- ぱすてるメモリーズ
- 母をたずねて三千里
- はりもぐハーリー
- ビーストウォーズII 超生命体トランスフォーマー
- ビーストウォーズネオ 超生命体トランスフォーマー
- ピグマリオ
- ピコリーノの冒険
- ひとりぼっちの○○生活
- ファーブル先生は名探偵
- ファイトだ!!ピュー太
- 風船少女テンプルちゃん
- フォーチュン・クエストL
- フランダースの犬
- 満月をさがして
- ぷるるんっ!しずくちゃん
- ぷるるんっ!しずくちゃん あはっ☆
- へろへろくん
- 冒険王ビィト
- 冒険王ビィト エクセリオン
- 冒険少年シャダー
- 星のカービィ
- 星の子チョビン
- ポポロクロイス

##### マ行
- マーメイドメロディー ぴちぴちピッチ
- マイティ・オーボッツ
- 魔王学院の不適合者 II 〜史上最強の魔王の始祖、転生して子孫たちの学校へ通う〜
- 魔装機神サイバスター
- マッハGoGoGo
- まめうしくん
- まんが日本絵巻
- ミュンヘンへの道
- 未来少年コナン
- ムーミン
- 名犬ジョリィ
- 名探偵ホームズ
- メルヘヴン
- モンスターファーム〜伝説への道〜

##### ヤ行
- ヤッターマン
- 山ねずみロッキーチャック
- ヤンボウ ニンボウ トンボウ
- 勇者ライディーン
- UFO戦士ダイアポロン
- ユリシーズ31
- 横山光輝 三国志

##### ラ行
- ライブオン CARDLIVER 翔
- 落語天女おゆい
- ラ・セーヌの星
- りすのバナー
- リトル・エル・シドの冒険
- リボンの騎士
- ルパン三世 (TV第1シリーズ)
- レンズマン
- ロスト・ユニバース
- ろぼっ子ビートン

##### ワ行
- わんぱく探偵団
- ONE PIECE

### ゲーム
- クライムクラッカーズ

### 特撮
- ダイヤモンド・アイ - キャラクターデザイン[2]

### 小説
- ドリームハンター麗夢　夢サーカス美少女地獄篇
- ドリームハンター麗夢　フロイト城幻夢譚
- 獣機神曲—超獣機神ダンクーガ
- 超弩級空母大和（1）-（8）（三木原慧一と共著）

### その他
- 誰でもわかる!アニメの基本バイブル 人物の動き編
- アニメの仕事は面白すぎる　絵コンテの鬼・奥田誠治と日本アニメ界のリアル